# Пляжний волейбол на літніх Олімпійських іграх 2012 (жінки)
Змагання з пляжного волейболу серед жінок на Літніх Олімпійських іграх 2012 року проходили з 28 липня по 11 серпня на Плаці кінської гвардії (англ. Horse Guards Parade). В турнірі взяли участь 48 спортсменів із 19 країн.

## Призери
| Золото                         | Срібло                                | Бронза                                          |
| США (USA) Місті Мей Керрі Волш | США (USA) Ейпріл Росс Дженніфер Кессі | Бразилія (BRA) Жуліанна да Сілва Ларісса Франса |

## Посів
| Місце | Спортсменки                           | НОК             |
| ----- | ------------------------------------- | --------------- |
| 1     | Жуліанна да Сілва — Ларісса Франса    | Бразилія        |
| 2     | Сюе Чень — Чжан Сі                    | Китай           |
| 3     | Місті Мей — Керрі Волш                | США             |
| 4     | Дженніфер Кессі — Ейпріл Росс         | США             |
| 5     | Марія Антонеллі — Таліта Антунеш      | Бразилія        |
| 6     | Зара Демпні — Шона Маллін             | Велика Британія |
| 7     | Грета Чиколарі — Марта Менегатті      | Італія          |
| 8     | Сара Голлер — Лаура Людвіг            | Німеччина       |
| 9     | Занне Кайзер — Марлен ван Ірсель      | Нідерланди      |
| 10    | Крістіна Колочова — Маркета Слукова   | Чехія           |
| 11    | Сумоне Кун — Надіне Зумкер            | Швейцарія       |
| 12    | Катрін Гольтвік — Ілька Земмлер       | Німеччина       |
| 13    | Ленка Хаєчкова — Гана Клапалова       | Чехія           |
| 14    | Вассілікі Арвантіті — Марія Царцані   | Греція          |
| 15    | Доріс Швайгер — Штефані Швайгер       | Австрія         |
| 16    | Ельза Бакерізо — Ліліана Фернандес    | Іспанія         |
| 17    | Луїза Боуден — Беччара Палмер         | Австралія       |
| 18    | Катерина Хом'якова — Євгенія Уколова  | Росія           |
| 19    | Марі-Андре Лессар — Аньє Мартін       | Канада          |
| 20    | Меделейн Меппелінк — Софі ван Гестель | Нідерланди      |
| 21    | Ана Галлай — Марія Зонта              | Аргентина       |
| 22    | Наталі Кук — Тамсін Гінчлі            | Австралія       |
| 23    | Анастасія Васіна — Анна Возакова      | Росія           |
| 24    | Наташа Рігобер — Елоді Лі Юк Ло       | Маврикій        |

## Груповий етап
Склад груп попереднього етапу був визначений жеребкуванням, яке відбулось 19 липня 2012 року в Клагенфурті.
За підсумками групового етапу напряму в 1/8 фіналу вийшли 12 команд, що посіли у своїх групах 1-е та 2-е місця, а також дві команди, які посіли 3-і місця з найкращими показниками. Ще чотири команди, які також стали третіми у групах, провели стикові матчі, два переможці яких пройшли до 1/8 фіналу. Далі турнір пройшов за системою плей-оф.

### Група А
| М | Команда                                | Очки | Матчі | Матчі | Сети | Сети | Сети  | Мʼячі | Мʼячі | Мʼячі |
| М | Команда                                | Очки | В     | П     | В    | П    | В:П   | В     | П     | В:П   |
| - | -------------------------------------- | ---- | ----- | ----- | ---- | ---- | ----- | ----- | ----- | ----- |
| 1 | Жуліанна да Сілва/Ларісса Франса (BRA) | 6    | 3     | 0     | 6    | 0    | MAX   | 126   | 76    | 1.658 |
| 2 | Катрін Гольтвік/Ілька Земмлер (GER)    | 5    | 2     | 1     | 4    | 2    | 2.000 | 115   | 97    | 1.186 |
| 3 | Ленка Хаєчкова/Гана Клапалова (CZE)    | 4    | 1     | 2     | 2    | 4    | 0.500 | 106   | 105   | 1.010 |
| 4 | Наташа Рігобер/Елоді Лі Юк Ло (MRI)    | 3    | 0     | 3     | 0    | 6    | 0.000 | 57    | 126   | 0.452 |

| Дата  | Час (UTC+1) |                                        | Рахунок |                                     | Сети  | Сети  | Сети |
| Дата  | Час (UTC+1) | 1                                      | Рахунок | 2                                   | 3     |       |      |
| ----- | ----------- | -------------------------------------- | ------- | ----------------------------------- | ----- | ----- | ---- |
| 28.07 | 10:00       | Катрін Гольтвік/Ілька Земмлер (GER)    | 2:0     | Ленка Хаєчкова/Гана Клапалова (CZE) | 21:16 | 21:18 |      |
| 28.07 | 17:30       | Жуліанна да Сілва/Ларісса Франса (BRA) | 2:0     | Наташа Рігобер/Елоді Лі Юк Ло (MRI) | 21:5  | 21:10 |      |
| 30.07 | 9:00        | Ленка Хаєчкова/Гана Клапалова (CZE)    | 2:0     | Наташа Рігобер/Елоді Лі Юк Ло (MRI) | 21:10 | 21:11 |      |
| 30.07 | 15:30       | Жуліанна да Сілва/Ларісса Франса (BRA) | 2:0     | Катрін Гольтвік/Ілька Земмлер (GER) | 21:18 | 21:13 |      |
| 1.08  | 10:00       | Катрін Гольтвік/Ілька Земмлер (GER)    | 2:0     | Наташа Рігобер/Елоді Лі Юк Ло (MRI) | 21:11 | 21:10 |      |
| 1.08  | 15:30       | Жуліанна да Сілва/Ларісса Франса (BRA) | 2:0     | Ленка Хаєчкова/Гана Клапалова (CZE) | 21:12 | 21:18 |      |

### Група B
| М | Команда                                 | Очки | Матчі | Матчі | Сети | Сети | Сети  | Мʼячі | Мʼячі | Мʼячі |
| М | Команда                                 | Очки | В     | П     | В    | П    | В:П   | В     | П     | В:П   |
| - | --------------------------------------- | ---- | ----- | ----- | ---- | ---- | ----- | ----- | ----- | ----- |
| 1 | Анастасія Васіна/Анна Возакова (RUS)    | 5    | 2     | 1     | 5    | 4    | 1.250 | 156   | 150   | 1.040 |
| 2 | Сюе Чень/Чжан Сі (CHN)                  | 5    | 2     | 1     | 5    | 3    | 1.667 | 143   | 135   | 1.059 |
| 3 | Сумоне Кун/Надіне Зумкер (SUI)          | 4    | 1     | 2     | 4    | 4    | 1.000 | 136   | 139   | 0.978 |
| 4 | Вассілікі Арвантіті/Марія Царцані (GRE) | 4    | 1     | 2     | 2    | 5    | 0.400 | 119   | 130   | 0.915 |

| Дата  | Час (UTC+1) |                                         | Рахунок |                                         | Сети  | Сети  | Сети  |
| Дата  | Час (UTC+1) | 1                                       | Рахунок | 2                                       | 3     |       |       |
| ----- | ----------- | --------------------------------------- | ------- | --------------------------------------- | ----- | ----- | ----- |
| 28.07 | 9:00        | Сюе Чень/Чжан Сі (CHN)                  | 1:2     | Анастасія Васіна/Анна Возакова (RUS)    | 21:18 | 14:21 | 14:16 |
| 28.07 | 21:00       | Сумоне Кун/Надіне Зумкер (SUI)          | 2:0     | Вассілікі Арвантіті/Марія Царцані (GRE) | 21:13 | 21:19 |       |
| 30.07 | 10:00       | Сюе Чень/Чжан Сі (CHN)                  | 2:1     | Сумоне Кун/Надіне Зумкер (SUI)          | 21:18 | 16:21 | 15:8  |
| 30.07 | 16:30       | Вассілікі Арвантіті/Марія Царцані (GRE) | 2:1     | Анастасія Васіна/Анна Возакова (RUS)    | 18:21 | 21:13 | 21:12 |
| 1.08  | 9:00        | Сюе Чень/Чжан Сі (CHN)                  | 2:0     | Вассілікі Арвантіті/Марія Царцані (GRE) | 21:17 | 21:16 |       |
| 1.08  | 14:30       | Сумоне Кун/Надіне Зумкер (SUI)          | 1:2     | Анастасія Васіна/Анна Возакова (RUS)    | 17:21 | 21:19 | 9:15  |

### Група C
| М | Команда                                 | Очки | Матчі | Матчі | Сети | Сети | Сети  | Мʼячі | Мʼячі | Мʼячі |
| М | Команда                                 | Очки | В     | П     | В    | П    | В:П   | В     | П     | В:П   |
| - | --------------------------------------- | ---- | ----- | ----- | ---- | ---- | ----- | ----- | ----- | ----- |
| 1 | Місті Мей/Керрі Волш (USA)              | 6    | 3     | 0     | 6    | 1    | 6.000 | 137   | 109   | 1.257 |
| 2 | Крістіна Колочова/Маркета Слукова (CZE) | 5    | 2     | 1     | 4    | 4    | 1.000 | 133   | 137   | 0.971 |
| 3 | Доріс Швайгер/Стефані Швайгер (AUT)     | 4    | 1     | 2     | 4    | 5    | 0.800 | 141   | 150   | 0.940 |
| 4 | Наталі Кук/Тамсін Гінчлі (AUS)          | 3    | 0     | 3     | 2    | 6    | 0.333 | 136   | 151   | 0.901 |

| Дата  | Час (UTC+1) | Команда 1                               | Рахунок | Команда 2                               | Сети  | Сети  | Сети  |
| Дата  | Час (UTC+1) | Команда 1                               | Рахунок | Команда 2                               | 1     | 2     | 3     |
| ----- | ----------- | --------------------------------------- | ------- | --------------------------------------- | ----- | ----- | ----- |
| 28.07 | 14:30       | Крістіна Колочова/Маркета Слукова (CZE) | 2:1     | Доріс Швайгер/Стефані Швайгер (AUT)     | 10:21 | 21:13 | 15:13 |
| 28.07 | 23:00       | Місті Мей/Керрі Волш (USA)              | 2:0     | Наталі Кук/Тамсін Гінчлі (AUS)          | 21:18 | 21:19 |       |
| 30.07 | 22:00       | Доріс Швайгер/Стефані Швайгер (AUT)     | 2:1     | Наталі Кук/Тамсін Гінчлі (AUS)          | 18:21 | 22:20 | 15:10 |
| 30.07 | 23:00       | Місті Мей/Керрі Волш (USA)              | 2:0     | Крістіна Колочова/Маркета Слукова (CZE) | 21:14 | 21:19 |       |
| 1.08  | 22:00       | Крістіна Колочова/Маркета Слукова (CZE) | 2:1     | Наталі Кук/Тамсін Гінчлі (AUS)          | 21:16 | 18:21 | 15:11 |
| 1.08  | 23:00       | Місті Мей/Керрі Волш (USA)              | 2:1     | Доріс Швайгер/Стефані Швайгер (AUT)     | 17:21 | 21:8  | 15:10 |

### Група D
| М | Команда                                | Очки | Матчі | Матчі | Сети | Сети | Сети  | Мʼячі | Мʼячі | Мʼячі |
| М | Команда                                | Очки | В     | П     | В    | П    | В:П   | В     | П     | В:П   |
| - | -------------------------------------- | ---- | ----- | ----- | ---- | ---- | ----- | ----- | ----- | ----- |
| 1 | Дженніфер Кессі/Ейпріл Росс (USA)      | 6    | 3     | 0     | 6    | 2    | 3.000 | 149   | 131   | 1.137 |
| 2 | Ельза Бакерізо/Ліліана Фернандес (ESP) | 5    | 2     | 1     | 5    | 3    | 1.667 | 149   | 143   | 1.042 |
| 3 | Занне Кайзер/Марлен ван Ірсель (NED)   | 4    | 1     | 2     | 4    | 4    | 1.000 | 134   | 126   | 1.063 |
| 4 | Ана Галлай/Марія Зонта (ARG)           | 3    | 0     | 3     | 0    | 6    | 0.000 | 93    | 126   | 0.738 |

| Дата  | Час (UTC+1) |                                        | Рахунок |                                        | Сети  | Сети  | Сети  |
| Дата  | Час (UTC+1) | 1                                      | Рахунок | 2                                      | 3     |       |       |
| ----- | ----------- | -------------------------------------- | ------- | -------------------------------------- | ----- | ----- | ----- |
| 29.07 | 12:00       | Занне Кайзер/Марлен ван Ірсель (NED)   | 1:2     | Ельза Бакерізо/Ліліана Фернандес (ESP) | 21:14 | 16:21 | 11:15 |
| 29.07 | 21:00       | Дженніфер Кессі/Ейпріл Росс (USA)      | 2:0     | Ана Галлай/Марія Зонта (ARG)           | 21:11 | 21:18 |       |
| 31.07 | 11:00       | Ельза Бакерізо/Ліліана Фернандес (ESP) | 2:0     | Ана Галлай/Марія Зонта (ARG)           | 22:20 | 21:16 |       |
| 31.07 | 23:00       | Дженніфер Кессі/Ейпріл Росс (USA)      | 2:1     | Занне Кайзер/Марлен ван Ірсель (NED)   | 21:15 | 12:21 | 15:8  |
| 2.08  | 11:00       | Занне Кайзер/Марлен ван Ірсель (NED)   | 2:0     | Ана Галлай/Марія Зонта (ARG)           | 21:12 | 21:16 |       |
| 2.08  | 16:30       | Дженніфер Кессі/Ейпріл Росс (USA)      | 2:1     | Ельза Бакерізо/Ліліана Фернандес (ESP) | 21:19 | 19:21 | 19:17 |

### Група E
| М | Команда                                   | Очки | Матчі | Матчі | Сети | Сети | Сети  | Мʼячі | Мʼячі | Мʼячі |
| М | Команда                                   | Очки | В     | П     | В    | П    | В:П   | В     | П     | В:П   |
| - | ----------------------------------------- | ---- | ----- | ----- | ---- | ---- | ----- | ----- | ----- | ----- |
| 1 | Марія Антонеллі/Таліта Антунеш (BRA)      | 6    | 3     | 0     | 6    | 2    | 3.000 | 161   | 138   | 1.167 |
| 2 | Сара Голлер/Лаура Людвіг (GER)            | 5    | 2     | 1     | 5    | 3    | 1.667 | 160   | 144   | 1.111 |
| 3 | Меделейн Меппелінк/Софі ван Гестель (NED) | 4    | 1     | 2     | 2    | 4    | 0.500 | 103   | 118   | 0.873 |
| 4 | Луїза Боуден/Беччара Палмер (AUS)         | 3    | 0     | 3     | 2    | 6    | 0.333 | 127   | 151   | 0.841 |

| Дата  | Час (UTC+1) |                                      | Рахунок |                                           | Сети  | Сети  | Сети  |
| Дата  | Час (UTC+1) | 1                                    | Рахунок | 2                                         | 3     |       |       |
| ----- | ----------- | ------------------------------------ | ------- | ----------------------------------------- | ----- | ----- | ----- |
| 29.07 | 16:30       | Сара Голлер/Лаура Людвіг (GER)       | 2:1     | Луїза Боуден/Беччара Палмер (AUS)         | 21:18 | 19:21 | 15:8  |
| 29.07 | 20:00       | Марія Антонеллі/Таліта Антунеш (BRA) | 2:0     | Меделейн Меппелінк/Софі ван Гестель (NED) | 21:10 | 21:19 |       |
| 31.07 | 12:00       | Марія Антонеллі/Таліта Антунеш (BRA) | 2:1     | Сара Голлер/Лаура Людвіг (GER)            | 21:19 | 29:31 | 15:13 |
| 31.07 | 16:30       | Луїза Боуден/Беччара Палмер (AUS)    | 0:2     | Меделейн Меппелінк/Софі ван Гестель (NED) | 19:21 | 15:21 |       |
| 2.08  | 14:30       | Сара Голлер/Лаура Людвіг (GER)       | 2:0     | Меделейн Меппелінк/Софі ван Гестель (NED) | 21:18 | 21:14 |       |
| 2.08  | 17:30       | Марія Антонеллі/Таліта Антунеш (BRA) | 2:1     | Луїза Боуден/Беччара Палмер (AUS)         | 18:21 | 21:16 | 15:9  |

### Група F
| М | Команда                                  | Очки | Матчі | Матчі | Сети | Сети | Сети  | Мʼячі | Мʼячі | Мʼячі |
| М | Команда                                  | Очки | В     | П     | В    | П    | В:П   | В     | П     | В:П   |
| - | ---------------------------------------- | ---- | ----- | ----- | ---- | ---- | ----- | ----- | ----- | ----- |
| 1 | Грета Чиколарі/Марта Менегатті (ITA)     | 6    | 3     | 0     | 6    | 2    | 3.000 | 154   | 122   | 1.262 |
| 2 | Катерина Хом'якова/Євгенія Уколова (RUS) | 5    | 2     | 1     | 5    | 3    | 1.667 | 157   | 150   | 1.047 |
| 3 | Зара Демпні/Шона Маллін (GBR)            | 4    | 1     | 2     | 2    | 5    | 0.400 | 119   | 136   | 0.875 |
| 4 | Марі-Андре Лессар/Аньє Мартін (CAN)      | 3    | 0     | 3     | 3    | 6    | 0.500 | 156   | 176   | 0.886 |

| Дата  | Час (UTC+1) |                                          | Рахунок |                                          | Сети  | Сети  | Сети  |
| Дата  | Час (UTC+1) | 1                                        | Рахунок | 2                                        | 3     |       |       |
| ----- | ----------- | ---------------------------------------- | ------- | ---------------------------------------- | ----- | ----- | ----- |
| 29.07 | 9:00        | Грета Чиколарі/Марта Менегатті (ITA)     | 2:1     | Катерина Хом'якова/Євгенія Уколова (RUS) | 17:21 | 21:18 | 15:8  |
| 29.07 | 17:30       | Зара Демпні/Шона Маллін (GBR)            | 2:1     | Марі-Андре Лессар/Аньє Мартін (CAN)      | 17:21 | 21:14 | 15:13 |
| 31.07 | 17:30       | Зара Демпні/Шона Маллін (GBR)            | 0:2     | Грета Чиколарі/Марта Менегатті (ITA)     | 18:21 | 12:21 |       |
| 31.07 | 20:00       | Катерина Хом'якова/Євгенія Уколова (RUS) | 2:1     | Марі-Андре Лессар/Аньє Мартін (CAN)      | 21:18 | 28:30 | 15:30 |
| 2.08  | 12:00       | Грета Чиколарі/Марта Менегатті (ITA)     | 2:1     | Марі-Андре Лессар/Аньє Мартін (CAN)      | 21:12 | 23:25 | 15:10 |
| 2.08  | 15:30       | Зара Демпні/Шона Маллін (GBR)            | 0:2     | Катерина Хом'якова/Євгенія Уколова (RUS) | 23:25 | 13:21 |       |

## Втішний раунд
| М | Команда                                   | Очки | Матчі | Матчі | Сети | Сети | Сети  | Мʼячі | Мʼячі | Мʼячі |
| М | Команда                                   | Очки | В     | П     | В    | П    | В:П   | В     | П     | В:П   |
| - | ----------------------------------------- | ---- | ----- | ----- | ---- | ---- | ----- | ----- | ----- | ----- |
| 1 | Занне Кайзер/Марлен ван Ірсель (NED)      | 4    | 1     | 2     | 4    | 4    | 1.000 | 134   | 126   | 1.063 |
| 2 | Сумоне Кун/Надіне Зумкер (SUI)            | 4    | 1     | 2     | 4    | 4    | 1.000 | 136   | 139   | 0.978 |
| 3 | Доріс Швайгер/Стефані Швайгер (AUT)       | 4    | 1     | 2     | 4    | 5    | 0.800 | 141   | 150   | 0.940 |
| 4 | Ленка Хаєчкова/Гана Клапалова (CZE)       | 4    | 1     | 2     | 2    | 4    | 0.500 | 106   | 105   | 1.010 |
| 5 | Меделейн Меппелінк/Софі ван Гестель (NED) | 4    | 1     | 2     | 2    | 4    | 0.500 | 103   | 118   | 0.873 |
| 6 | Зара Демпні/Шона Маллін (GBR)             | 4    | 1     | 2     | 2    | 5    | 0.400 | 119   | 136   | 0.875 |

### Плей-оф втішного раунду
| Дата | Час (UTC+1) |                                     | Рахунок |                                           | Сети  | Сети  | Сети |
| Дата | Час (UTC+1) | 1                                   | Рахунок | 2                                         | 3     |       |      |
| ---- | ----------- | ----------------------------------- | ------- | ----------------------------------------- | ----- | ----- | ---- |
| 2.08 | 22:00       | Доріс Швайгер/Стефані Швайгер (AUT) | 2:0     | Зара Демпні/Шона Маллін (GBR)             | 21:15 | 21:12 |      |
| 2.08 | 22:00       | Ленка Хаєчкова/Гана Клапалова (CZE) | 0:2     | Меделейн Меппелінк/Софі ван Гестель (NED) | 17:21 | 17:21 |      |

## Плей-оф

### Сітка
| 1/8 фіналу | 1/8 фіналу                                  | 1/8 фіналу | 1/8 фіналу | 1/8 фіналу |  |   | Чвертьфінали                           | Чвертьфінали                              | Чвертьфінали | Чвертьфінали | Чвертьфінали |  |  | Півфінали | Півфінали                                | Півфінали | Півфінали | Півфінали |  |                     | Фінал                                    | Фінал                               | Фінал               | Фінал               | Фінал |
|            |                                             |            |            |            |  |   |                                        |                                           |              |              |              |  |  |           |                                          |           |           |           |  |                     |                                          |                                     |                     |                     |       |
| 1          | Жуліанна да Сілва – Ларісса Франса (BRA)    | 21         | 21         |            |  |   |                                        |                                           |              |              |              |  |  |           |                                          |           |           |           |  |                     |                                          |                                     |                     |                     |       |
| 20         | Меделейн Меппелінк – Софі ван Гестель (NED) | 10         | 17         |            |  |   | 1                                      | Жуліанна да Сілва – Ларісса Франса (BRA)  | 21           | 21           |              |  |  |           |                                          |           |           |           |  |                     |                                          |                                     |                     |                     |       |
| 8          | Сара Голлер – Лаура Людвіг (GER)            | 21         | 21         |            |  | 8 | Сара Голлер – Лаура Людвіг (GER)       | 10                                        | 19           |              |              |  |  |           |                                          |           |           |           |  |                     |                                          |                                     |                     |                     |       |
| 12         | Катрін Гольтвік – Ілька Земмлер (GER)       | 16         | 15         |            |  |   |                                        |                                           |              |              |              |  |  | 1         | Жуліанна да Сілва – Ларісса Франса (BRA) | 21        | 19        | 12        |  |                     |                                          |                                     |                     |                     |       |
| 5          | Марія Антонеллі – Таліта Антунеш (BRA)      | 16         | 22         | 9          |  |   |                                        |                                           |              |              |              |  |  | 4         | Дженніфер Кессі – Ейпріл Росс (USA)      | 15        | 21        | 15        |  |                     |                                          |                                     |                     |                     |       |
| 10         | Крістіна Колочова – Маркета Слукова (CZE)   | 21         | 20         | 15         |  |   | 10                                     | Крістіна Колочова – Маркета Слукова (CZE) | 23           | 18           |              |  |  |           |                                          |           |           |           |  |                     |                                          |                                     |                     |                     |       |
| 11         | Сумоне Кун – Надіне Зумкер (SUI)            | 15         | 19         |            |  | 4 | Дженніфер Кессі – Ейпріл Росс (USA)    | 25                                        | 21           |              |              |  |  |           |                                          |           |           |           |  |                     |                                          |                                     |                     |                     |       |
| 4          | Дженніфер Кессі – Ейпріл Росс (USA)         | 21         | 21         |            |  |   |                                        |                                           |              |              |              |  |  |           |                                          |           |           |           |  |                     | 4                                        | Дженніфер Кессі – Ейпріл Росс (USA) | 16                  | 16                  |       |
| 3          | Місті Мей – Керрі Волш (USA)                | 21         | 21         |            |  |   |                                        |                                           |              |              |              |  |  |           |                                          |           |           |           |  |                     | 3                                        | Місті Мей – Керрі Волш (USA)        | 21                  | 21                  |       |
| 9          | Занне Кайзер – Марлен ван Ірсель (NED)      | 15         | 12         |            |  |   | 3                                      | Місті Мей – Керрі Волш (USA)              | 21           | 21           |              |  |  |           |                                          |           |           |           |  |                     |                                          |                                     |                     |                     |       |
| 16         | Ельза Бакерізо – Ліліана Фернандес (ESP)    | 15         | 15         |            |  | 7 | Грета Чиколарі – Марта Менегатті (ITA) | 13                                        | 13           |              |              |  |  |           |                                          |           |           |           |  |                     |                                          |                                     |                     |                     |       |
| 7          | Грета Чиколарі – Марта Менегатті (ITA)      | 21         | 21         |            |  |   |                                        |                                           |              |              |              |  |  | 3         | Місті Мей – Керрі Волш (USA)             | 22        | 22        |           |  |                     |                                          |                                     |                     |                     |       |
| 15         | Доріс Швайгер – Стефані Швайгер (AUT)       | 21         | 16         | 15         |  |   |                                        |                                           |              |              |              |  |  | 2         | Сюе Чень – Чжан Сі (CHN)                 | 20        | 20        |           |  |                     |                                          |                                     |                     |                     |       |
| 23         | Анастасія Васіна – Анна Возакова (RUS)      | 17         | 21         | 9          |  |   | 15                                     | Доріс Швайгер – Стефані Швайгер (AUT)     | 18           | 11           |              |  |  |           |                                          |           |           |           |  | Матч за третє місце | Матч за третє місце                      | Матч за третє місце                 | Матч за третє місце | Матч за третє місце |       |
| 18         | Катерина Хом'якова – Євгенія Уколова (RUS)  | 12         | 11         |            |  | 2 | Сюе Чень – Чжан Сі (CHN)               | 21                                        | 21           |              |              |  |  |           |                                          |           |           |           |  | 1                   | Жуліанна да Сілва – Ларісса Франса (BRA) | 11                                  | 21                  | 15                  |       |
| 2          | Сюе Чень – Чжан Сі (CHN)                    | 21         | 21         |            |  |   |                                        |                                           |              |              |              |  |  |           |                                          |           |           |           |  |                     | 2                                        | Сюе Чень – Чжан Сі (CHN)            | 21                  | 19                  | 12    |

### 1/8 фіналу
| Дата | Час (UTC+1) |                                            | Рахунок |                                             | Сети  | Сети  | Сети |
| Дата | Час (UTC+1) | 1                                          | Рахунок | 2                                           | 3     |       |      |
| ---- | ----------- | ------------------------------------------ | ------- | ------------------------------------------- | ----- | ----- | ---- |
| 3.08 | 9:00        | Сара Голлер – Лаура Людвіг (GER)           | 2:0     | Катрін Гольтвік – Ілька Земмлер (GER)       | 21:16 | 21:15 |      |
| 3.08 | 14:00       | Жуліанна да Сілва – Ларісса Франса (BRA)   | 2:0     | Меделейн Меппелінк – Софі ван Гестель (NED) | 21:10 | 21:17 |      |
| 3.08 | 17:00       | Сумоне Кун – Надіне Зумкер (SUI)           | 0:2     | Дженніфер Кессі – Ейпріл Росс (USA)         | 15:21 | 19:21 |      |
| 3.08 | 21:00       | Доріс Швайгер – Стефані Швайгер (AUT)      | 2:1     | Анастасія Васіна – Анна Возакова (RUS)      | 21:17 | 16:21 | 15:9 |
| 4.08 | 9:00        | Катерина Хом'якова – Євгенія Уколова (RUS) | 0:2     | Сюе Чень – Чжан Сі (CHN)                    | 12:21 | 11:21 |      |
| 4.08 | 13:00       | Ельза Бакерізо – Ліліана Фернандес (ESP)   | 0:2     | Грета Чиколарі – Марта Менегатті (ITA)      | 15:21 | 15:21 |      |
| 4.08 | 18:00       | Марія Антонеллі – Таліта Антунеш (BRA)     | 1:2     | Крістіна Колочова – Маркета Слукова (CZE)   | 16:21 | 22:20 | 9:15 |
| 4.08 | 21:00       | Місті Мей – Керрі Волш (USA)               | 2:0     | Занне Кайзер – Марлен ван Ірсель (NED)      | 21:13 | 21:12 |      |

### Чвертьфінали
| Дата | Час (UTC+1) |                                           | Рахунок |                                        | Сети  | Сети  | Сети |
| Дата | Час (UTC+1) | 1                                         | Рахунок | 2                                      | 3     |       |      |
| ---- | ----------- | ----------------------------------------- | ------- | -------------------------------------- | ----- | ----- | ---- |
| 5.08 | 18:00       | Сюе Чень – Чжан Сі (CHN)                  | 2:0     | Доріс Швайгер – Стефані Швайгер (AUT)  | 21:18 | 21:11 |      |
| 5.08 | 19:00       | Місті Мей – Керрі Волш (USA)              | 2:0     | Грета Чиколарі – Марта Менегатті (ITA) | 21:13 | 21:13 |      |
| 5.08 | 22:00       | Крістіна Колочова – Маркета Слукова (CZE) | 0:2     | Дженніфер Кессі – Ейпріл Росс (USA)    | 23:25 | 18:21 |      |
| 5.08 | 23:00       | Жуліанна да Сілва – Ларісса Франса (BRA)  | 2:0     | Сара Голлер – Лаура Людвіг (GER)       | 21:10 | 21:19 |      |

### Півфінали
| Дата | Час (UTC+1) |                                          | Рахунок |                                     | Сети  | Сети  | Сети  |
| Дата | Час (UTC+1) | 1                                        | Рахунок | 2                                   | 3     |       |       |
| ---- | ----------- | ---------------------------------------- | ------- | ----------------------------------- | ----- | ----- | ----- |
| 7.08 | 18:00       | Місті Мей – Керрі Волш (USA)             | 2:0     | Сюе Чень – Чжан Сі (CHN)            | 22:20 | 22:20 |       |
| 7.08 | 21:00       | Жуліанна да Сілва – Ларісса Франса (BRA) | 1:2     | Дженніфер Кессі – Ейпріл Росс (USA) | 21:15 | 19:21 | 12:15 |

### Матч за третє місце
| Дата | Час (UTC+1) |                          | Рахунок |                                          | Сети  | Сети  | Сети  |
| Дата | Час (UTC+1) | 1                        | Рахунок | 2                                        | 3     |       |       |
| ---- | ----------- | ------------------------ | ------- | ---------------------------------------- | ----- | ----- | ----- |
| 8.08 | 19:00       | Сюе Чень – Чжан Сі (CHN) | 1:2     | Жуліанна да Сілва – Ларісса Франса (BRA) | 21:11 | 19:21 | 12:15 |

### Фінал
| Дата | Час (UTC+1) |                                     | Рахунок |                              | Сети  | Сети  | Сети |
| Дата | Час (UTC+1) | 1                                   | Рахунок | 2                            | 3     |       |      |
| ---- | ----------- | ----------------------------------- | ------- | ---------------------------- | ----- | ----- | ---- |
| 8.08 | 21:00       | Дженніфер Кессі – Ейпріл Росс (USA) | 0:2     | Місті Мей – Керрі Волш (USA) | 16:21 | 16:21 |      |